# Laurence L. Sloss
Pour les articles homonymes, voir Sloss.
Laurence L. Sloss (26 août 1913 - 2 novembre 1996) est un géologue américain. Il enseigne la géologie à l'Université Northwestern de 1947 jusqu'à sa retraite en 1981,.

## Biographie
Sloss obtient son baccalauréat à l'Université Stanford et son doctorat à l'Université de Chicago en 1937.
Il est connu comme un pionnier dans la discipline de la stratigraphie séquentielle et pour ses descriptions de séquences cratoniques ou « séquences Sloss » dans l'ancienne Amérique du Nord. Dans l'ensemble, ces séquences sont des cycles à grande échelle dans les enregistrements de roches sédimentaires qui indiquent de grands modèles de changement environnemental au cours du temps géologique - en particulier la transgression et la régression marines,,.
Il est président de la Société américaine de géologie (GSA) en 1980. Le prix Laurence L. Sloss de la GSA est nommé en son honneur. Il est également président de la Society for Sedimentary Geology et de l'American Geosciences Institute.
Il reçoit la médaille William H. Twenhofel de l'American Association of Petroleum Geologists en 1980 et la médaille Penrose de la Geological Society of America en 1986.